# Sphinx de Haches
Le Sphinx de Haches est une sculpture ibérique trouvée dans le hameau de Casas de Haches, dans la municipalité de Bogarra, dans la province d'Albacete. Elle a été découverte par hasard lors de travaux agricoles dans les environs de la Torre de Haches, datant de l'époque almohade. Elle a été datée entre la fin du VIe siècle av. J.-C. et le début du Ve siècle av. J.-C. et est conservée au Musée archéologique d'Albacete depuis 1947 par Joaquín Sánchez Jiménez, alors directeur de cette institution.

## Description
Il s'agit d'une pierre de taille d'angle avec une sculpture en haut-relief représentant cette figure animale et fantastique, un sphinx au caractère apotropaïque marqué. Ses traits le rapprochent de la figure grecque archaïque, un style qui détermine ses yeux en amande et son subtil sourire archaïque.
Le corps est représenté reposant sur un épais socle et en position latérale, avec seulement trois de ses pattes de nature nettement féline (comme c'est le cas pour les sphinx) et l'aile droite visible, l'aile gauche étant cachée.
La position hiératique de la figure est rompue par sa tête, qui se tourne vers la droite pour rompre la frontalité qui caractérise tant d'autres figures de la sculpture contemporaine, comme les taureaux ibériques. Son visage féminin triangulaire, surmonté d'un diadème schématique d'où pendent deux anneaux, est un trait bien connu de la statuaire ibérique.
La figure ne peut être comprise seule, comme un élément sculptural ou architectural isolé. La découverte d'autres pièces de pierre dans son lieu d'origine et son lien avec un contexte funéraire plus que probable nous ont permis de proposer qu'elle appartienne à un monument de pierre (similaire à celui de la nécropole de Pozo Moro) qui aurait pu appartenir à une nécropole ou constituer un repère paysager à la manière de certains monuments turriformes de la Méditerranée.
Les sphinx jumeaux d'El Salobral (El Salobral, Albacete) ou le cavalier de la nécropole de Los Villares (Hoya Gonzalo, Albacete) sont des sculptures ibériques qui présentent des similitudes stylistiques avec le sphinx de Haches. Compte tenu des parallèles stylistiques de la pièce, le sphinx est traditionnellement, daté entre la fin du VIe siècle av. J.-C. et le début du Ve siècle av. J.-C., époque de la formation de la culture ibérique, bien que d'autres propositions repoussent la chronologie de quelques dizaines d'années.